# Ronald Colman
Ronald Charles Colman (9. února 1891 Richmond, Spojené království – 19. května 1958 Santa Barbara, Spojené státy americké) byl britský herec, který se proslavil v Hollywoodu. Roku 1947 získal Oscara za mužský herecký výkon v hlavní roli ve filmu A Double Life. Za stejnou roli získal i Zlatý glóbus. Na Oscara byl nominován ještě dvakrát – již roku 1930 za 2 filmy v jednom roce (Bulldog Drummond a Condemned) a roku 1942 za Random Harvest.